# Miroslav Hýll
Miroslav Hýll (* 20. září 1973 Žilina) je slovenský fotbalový brankář. Dlouho chytal za Inter Bratislava. Do Artmedie přišel ze zahraničního angažmá z íránského klubu Bargh Shiraz. V Artmedii působil později jako brankářská dvojka.
Mezi jeho úspěchy patří dvojnásobný titul mistra Slovenské republiky v dresu Interu Bratislava. Je též bývalým slovenským reprezentantem, kde odehrál šest zápasů.